# Auguste Caristie
Auguste Nicolas Caristie noto anche come Augustin Caristie (Avallon, 6 dicembre 1783 – Parigi, 5 dicembre 1862) è stato un architetto francese che vinse il Prix de Rome.
Oltre ad alcune realizzazioni pubbliche, è stato un precursore nel restauro dei monumenti storici francesi.

## Biografia
Proveniente da una famiglia di architetti di origine italiana, era figlio di Jacques-Nicolas Caristie, architetto ad Avallon e nipote di Michel-Ange Caristie.
Studiò con suo padre e poi nei laboratori parigini di Antoine Vaudoyer e Charles Percier. Vincitore del Grand Prix de Rome nel 1813 (per un progetto di “municipio per una capitale”), rimase in Italia per un periodo di 7 anni.
Studiò in particolare il restauro del Tempio di Serapide a Pozzuoli.
Tornato in Francia, fu incaricato dal governo del restauro dell'Arco di Orange nel 1823. Seguirà poi l'inizio dei lavori di restauro del Teatro romano di Orange. Sempre su richiesta del governo, nel 1795, costruì il mausoleo delle vittime dello sbarco di Quiberon.
Fu nominato ispettore generale degli edifici civili nel 1829 e successivamente, membro e poi vicepresidente della Commission des monument historique.
Fu eletto nel 1840 all'Académie des beaux-arts alla cattedra n 4.
Nel 1860 fu eletto al Consiglio Generale del dipartimento della Senna.
Era il fratello di Philippe Caristie, chiamato Jean-Marie Caristie capo ingegnere di Ponts-et-Chaussées che partecipò alla Campagna d'Egitto con Napoleone Bonaparte.

## Principali progetti
- 1823: restauro dell'Arco di Orange;
- 1824: cappella espiatoria di Champ-des-Martyrs a Brech;
- 1827: completamento della costruzione del castello di Kerlevenan a Sarzeau (Morbihan);
- 1835: Prigione di Reims (distrutta);
- 1844-1851: restauro della cappella del Castello di Anet (Eure-et-Loir);
- 1846: palazzo di giustizia di Reims.

## Galleria d'immagini

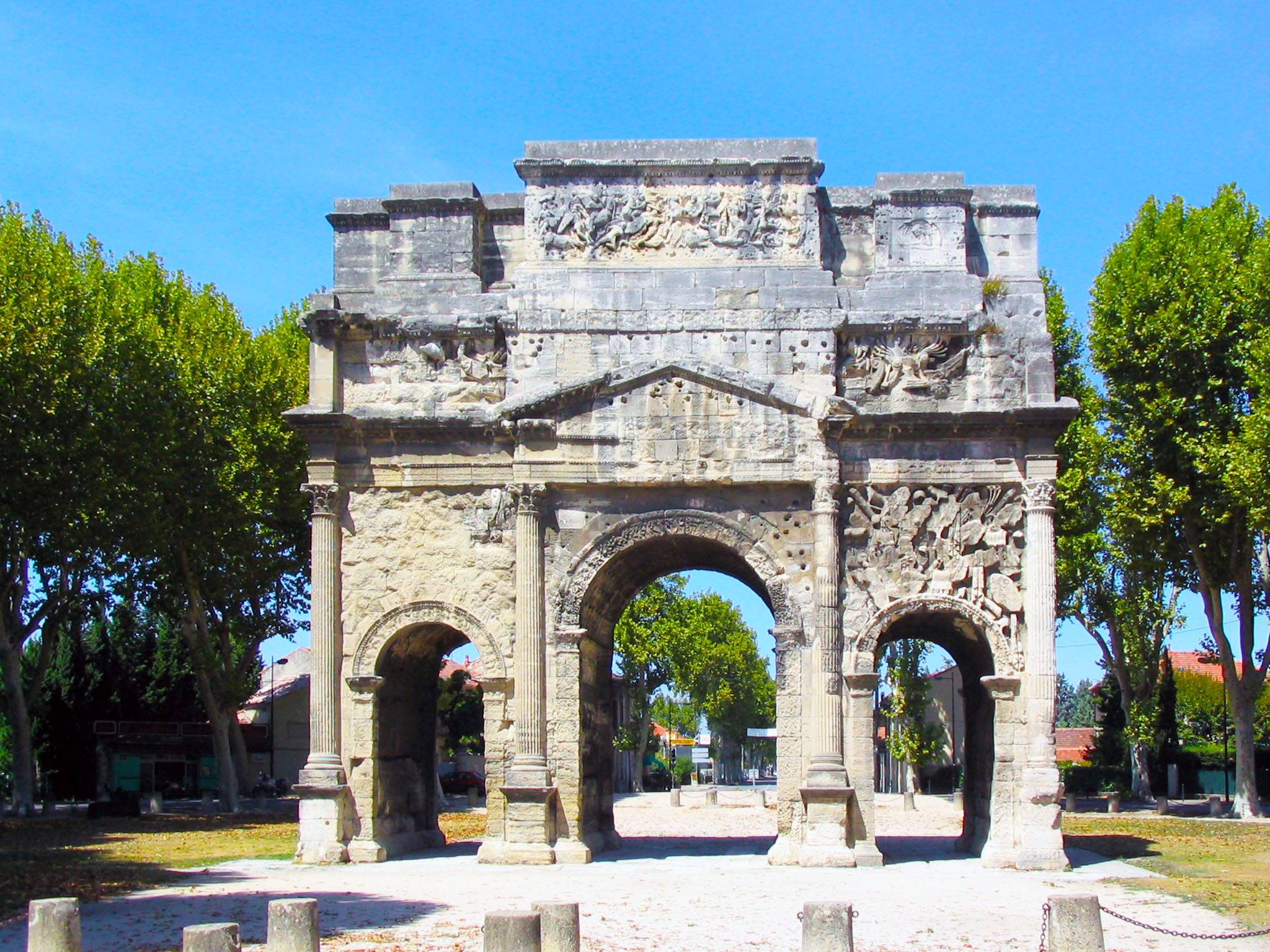
Arco di Orange
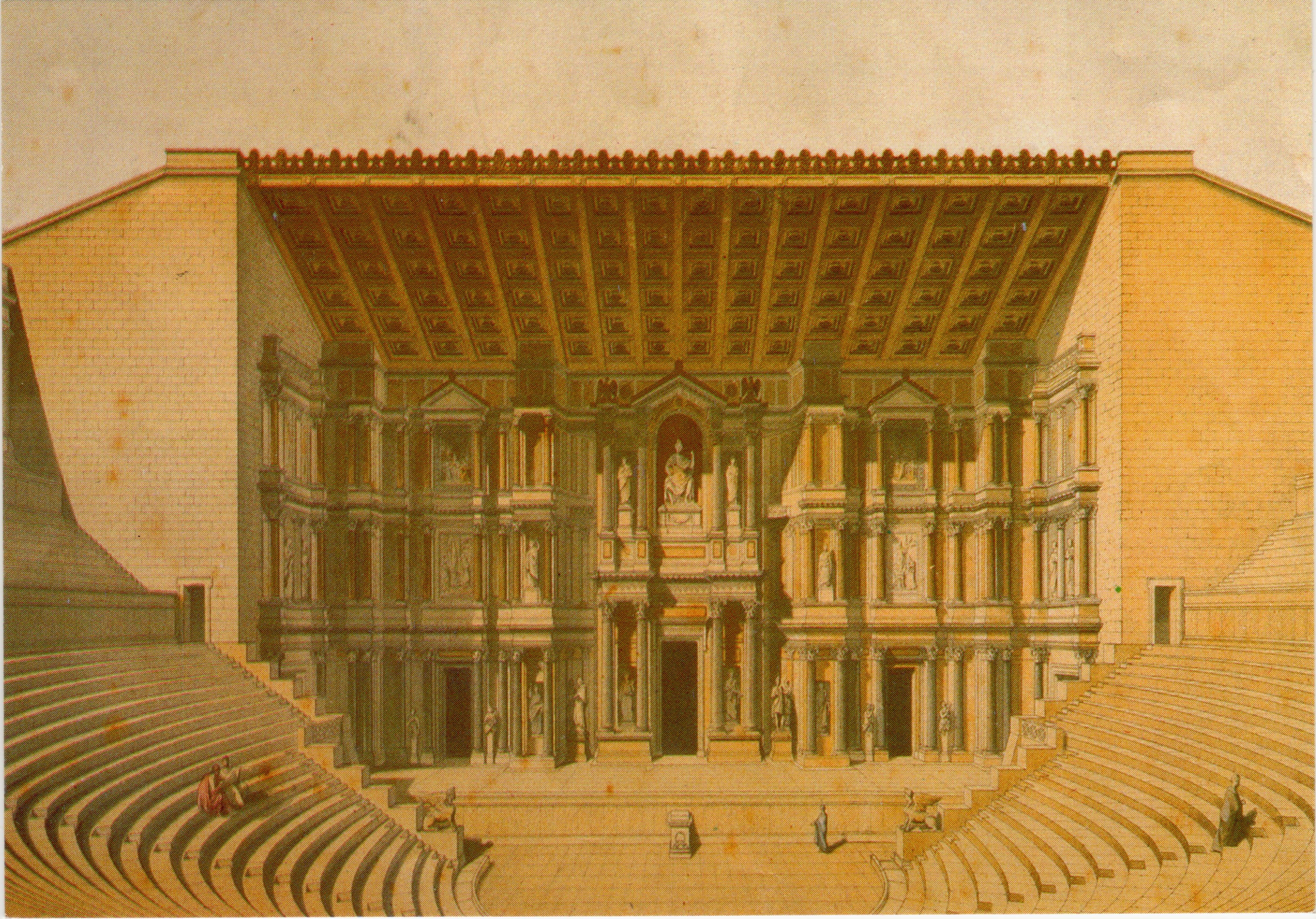
Teatro romano di Orange
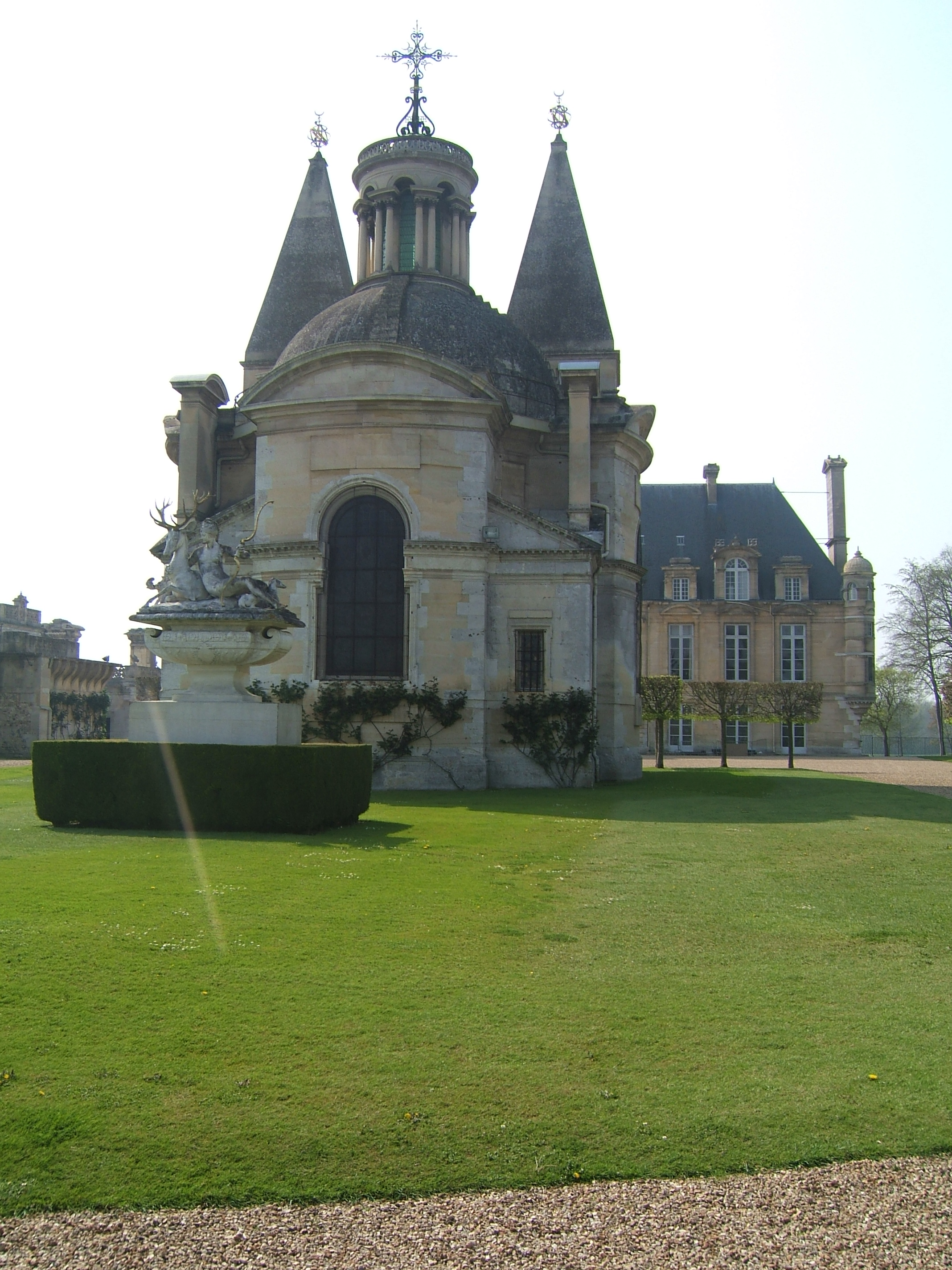
Cappella del Castello di Anet